# Inklings

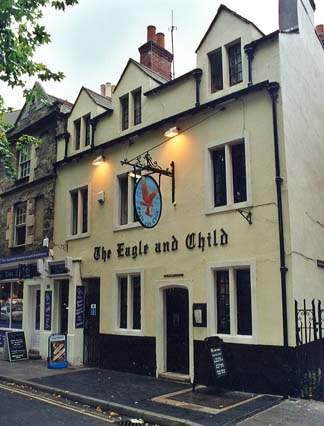
De "Eagle and Child" pub (ook wel bekend als de "Bird and Baby") in Oxford waar de Inklings in 1939 elke dinsdagavond bij elkaar kwamen.

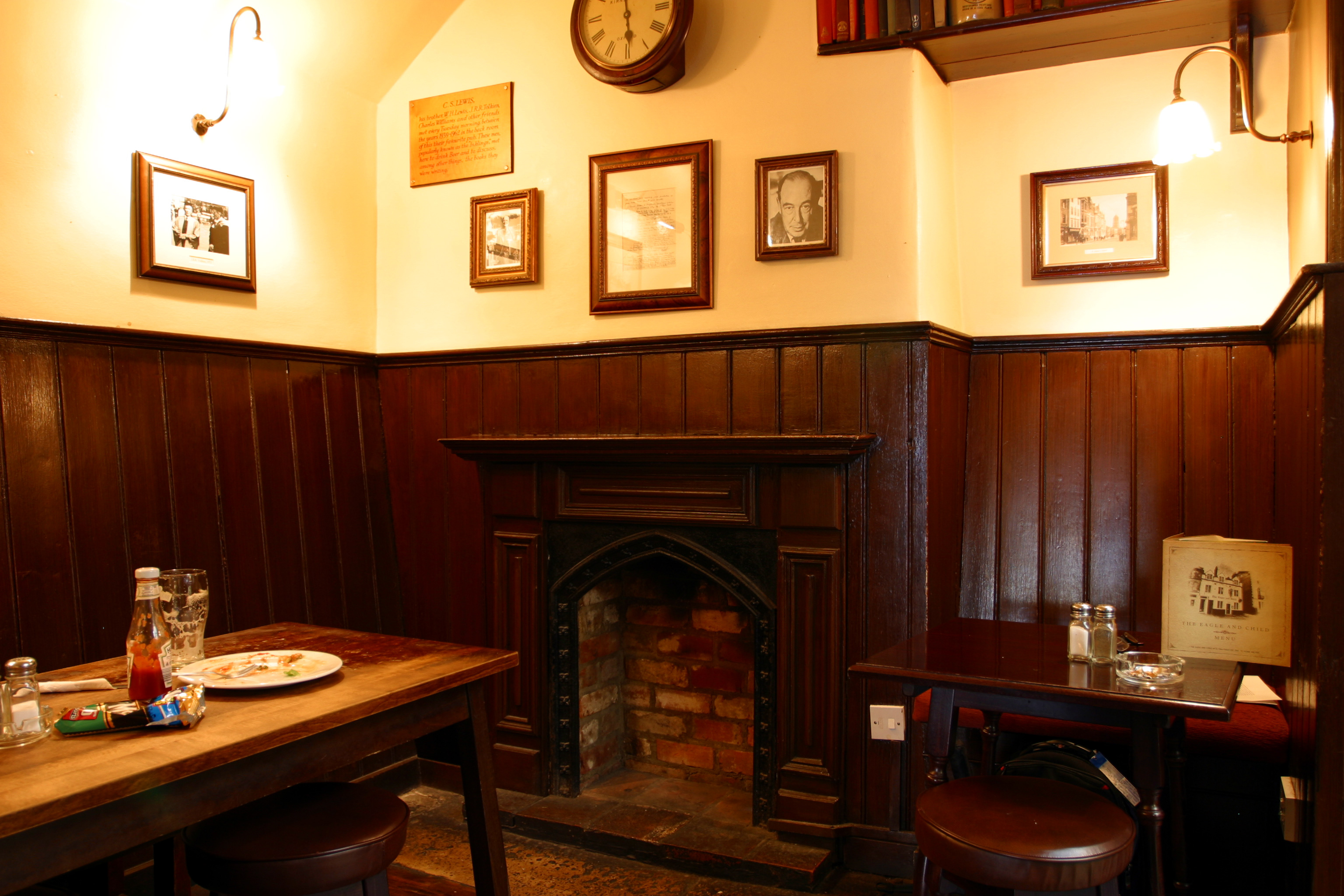
De hoek van de pub waar de Inklings bij elkaar kwamen. Er zijn enkele herinneringen aan hen aangebracht.

De Inklings (Engels: de flauwe vermoedens en/of mogelijk de inktlui (ink-lings)) vormden een informele letterkundige discussiegroep die tussen 1930 en 1960 verbonden was aan de Universiteit van Oxford, Engeland. Veel van de trouwste leden waren geleerden van deze universiteit, zoals J.R.R. Tolkien, C.S. Lewis, Owen Barfield, Charles Williams, Christopher Tolkien (Tolkiens zoon), Warren "Warnie" Lewis (C.S. Lewis' oudere broer), Roger Lancelyn Green, Adam Fox, Hugo Dyson, Robert Havard, J.A.W. Bennett, Lord David Cecil, en Nevill Coghill. Anderen namen minder vaak deel aan de bijeenkomsten, zoals Percy Bates, Charles Leslie Wrenn, Colin Hardie, James Dundas-Grant, John Wain, R.B. McCallum, Gervase Mathew, en C.E. Stevens. De schrijver Eric Rucker Eddison nam op uitnodiging van C.S. Lewis deel aan de groep.

## Beschrijving
De Inklings bestond uit mensen die van literatuur hielden, in het bijzonder van fantasieverhalen, en die het schrijven van fantasy aanmoedigden. Hoewel christelijke waarden nadrukkelijk aanwezig zijn in het werk van enkele leden, waren er ook atheïsten lid van deze discussiegroep.
"Om precies te zijn," schreef Warren Lewis, "waren de Inklings geen club en ook geen letterkundig genootschap, ook al had hij van beide wat weg. Er waren geen regels, geen functionarissen, geen agenda's, en geen verkiezingen."
Zoals, in die tijd en op die plaats, kenmerkend was voor literaire groepen aan de Universiteit, waren alleen mannen lid van de Inklings. (Soms wordt beweerd dat Dorothy L. Sayers, die bevriend was met Lewis en Williams, lid was van de Inklings, maar zij heeft nooit een bijeenkomst bijgewoond).
Het belangrijkste doel van de bijeenkomsten was, om het eigen, onvoltooide, werk aan elkaar voor te lezen en dit te bespreken. Tolkiens In de ban van de ring, Lewis' Ver van de zwijgende planeet (ook verschenen met de titel Malacandra), en Williams' All Hallows' Eve werden onder andere voorgelezen aan de Inklings. Tolkiens denkbeeldige Notion Club (uit Sauron Defeated) was gebaseerd op de Inklings.
De bijeenkomsten waren niet allemaal ernstig; de Inklings vermaakten zich door wedstrijden te houden, wie het berucht slechte proza van Amanda McKittrick Ros het langst voor kon lezen, zonder in de lach te schieten.

## Plaats van de bijeenkomsten
Tot het eind van 1949 werden de lees- en discussiebijeenkomsten meestal op donderdagavond gehouden in het Magdalen College, het college waar C.S. Lewis aan verbonden was.
De Inklings kwamen echter ook samen in de plaatselijke pub "The Eagle and Child" aan de St Giles' Street, die in Oxford de bijnaam had "The Bird and Baby", of kortweg "The Bird".
Maar, in tegenstelling tot wat meestal gedacht wordt, lazen ze hun manuscripten niet voor in de pub. Later vonden de pub-ontmoetingen plaats in "The Lamb and Flag" aan de overkant van de straat, en in de begintijd kwamen de Inklings af en toe in nog andere pubs bij elkaar, maar "The Eagle and Child" is er bekend door gebleven.

## Ontstaan
De naam "Inklings" ("aanduidingen, flauwe vermoedens") was oorspronkelijk verbonden met een club aan University College, Oxford, die in 1931 gesticht was door de toenmalige student Edward Tangye Lean met de bedoeling om onvoltooide werken hardop voor te lezen. De club bestond uit studenten en "dons" (hoofden van een college aan een Britse universiteit), onder wie Tolkien en Lewis.
Het vertrek van Lean uit Oxford in 1933 betekende het eind van deze club, en de naam werd door Tolkien en Lewis op hun groep in Magdalen college overgebracht. Over de verbinding tussen deze twee Inklings-verenigingen zei Tolkien later: "Hoewel het onze gewoonte was om werk van uiteenlopende aard (en lengte!) hardop voor te lezen, zou deze gewoonte in die tijd toch wel ontstaan zijn, ook als de oorspronkelijke club, die maar een kort leven beschoren was, nooit bestaan zou hebben."

## Hedendaagse instellingen
De "Inklings society" te Aken, en hun jaarboek, Inklings Jahrbuch für Literatur und Ästhetik, dat sedert 1983 uitgegeven wordt door Brendow, Moers, is naar de Inklings genoemd. Het jaarboek bevat wetenschappelijke artikelen en overzichten, met als onderwerp de leden van de Inklings in het bijzonder, maar ook de fantasyliteratuur en het scheppen van mythen in het algemeen.
Het Marion E. Wade Centrum, gevestigd in het Wheaton College te Illinois, is gewijd aan het werk van zeven Britse schrijvers, waaronder vier Inklings en aan Dorothy L. Sayers. Het Wade Center bezit meer dan 11.000 boeken, waaronder eerste drukken en kritieken, en bovendien andere aandenkens aan de zeven vooraanstaande schrijvers: Owen Barfield, G. K. Chesterton, C. S. Lewis, George MacDonald, Dorothy L. Sayers, J.R.R. Tolkien, en Charles Williams (zoals brieven, manuscripten, audio- en videobanden, kunstwerken, proefschriften, tijdschriften, foto's en andere voorwerpen).
- Dit artikel is een vertaling van het gelijknamige artikel uit de Engelse Wikipedia.

## Verder lezen
- Carpenter, Humphrey (1979). The Inklings: C.S. Lewis, J.R.R. Tolkien, Charles Williams and Their Friends. ISBN 0-395-27628-4.

- Duriez, Colin, David Porter (2001). The Inklings Handbook: The Lives, Thought and Writings of C.S. Lewis, J.R.R. Tolkien, Charles Williams, Owen Barfield, and Their Friends. ISBN 1-902694-13-9.

- Duriez, Colin (2003). Tolkien and C.S. Lewis: The Gift of Friendship. ISBN 1-58768-026-2.

- Glyer, Diana (2007). The Company They Keep: C. S. Lewis and J. R. R. Tolkien as Writers in Community. ISBN 0873388909.